# Солер, Мариано
Мариа́но Соле́р (исп. Mariano Soler; 25 марта 1846 — 26 сентября 1908) — уругвайский католический епископ, первый архиепископ Монтевидео, занимавший эту кафедру с 1891 по 1908 год. Видный интеллектуал в области научной и философской культуры, профессор философии. Известен своей твёрдой защитой учения Католической церкви и неприятием дарвинизма. Автор большого числа теологических статей, избирался депутатом парламента от департамента Канелонес.

## Биография
Родился 25 марта 1846 года в Сан-Карлосе (департамент Мальдонадо). В юности выразил желание посвятить жизнь Церкви и, с разрешения семьи, поступил в теологический колледж в Монтевидео, затем окончил семинарию в Санта-Фе. Последующее образование получал в Риме, в Понтификальном колледже Пио-Латино-Американо для студентов из Южной Америки. Рукоположён в священники 21 декабря 1872 года, позднее получил степень доктора канонического права.
После возвращения в Монтевидео исполнял обязанности генерального викария епархии, между 1874 и 1890 годами служил настоятелем приходской церкви района Кордон в Монтевидео. 29 января 1891 года был назначен епископом Монтевидео, 8 февраля 1891 года состоялась его епископская хиротония, главным консекратором был кардинал Лючидо Мария Парокки. В 1897 году указом папы Льва XIII епархия Монтевидео получила статус архиепархии, а Мариано Солер 19 апреля того же года был назначен её первым архиепископом. Параллельно исполнял функции апостольского администратора епархий Мело и Сальто.
В 1908 году во время возвращения из поездки в Рим архиепископ Солер заболел и 26 сентября скончался в Гибралтаре. Похоронен в кафедральном соборе Монтевидео, надгробие выполнено в 1930 году известным уругвайским скульптором Хосе Луисом Соррильей де Сан-Мартин.